# جونكو ايتو
جونكو ايتو (باليابانية: 伊藤順子؛ بالكانا: いとう じゅんこ) هي لغوية يابانية، ولدت في القرن العشرين.